# Eiichiro Ozaki
Eiichiro Ozaki (尾崎 瑛一郎 Ozaki Eiichiro?), född 7 december 1984 i Shizuoka prefektur, är en japansk fotbollsspelare.
Ozaki började sin karriär 2003 i Albirex Niigata. 2004 flyttade han till Albirex Niigata Singapore. Efter Albirex Niigata Singapore spelade han för Gainare Tottori och Azul Claro Numazu.